# Charaxes antamboulou
Charaxes antamboulou är en fjärilsart som beskrevs av Lucas 1872. Charaxes antamboulou ingår i släktet Charaxes och familjen praktfjärilar. Inga underarter finns listade i Catalogue of Life.

## Bildgalleri

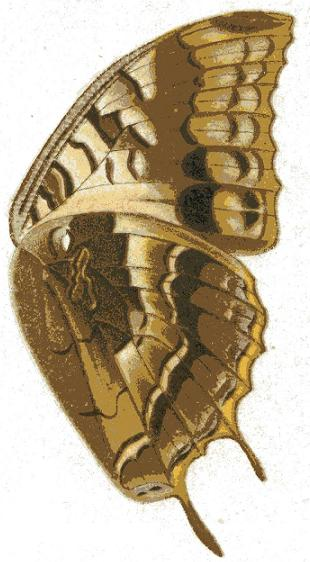
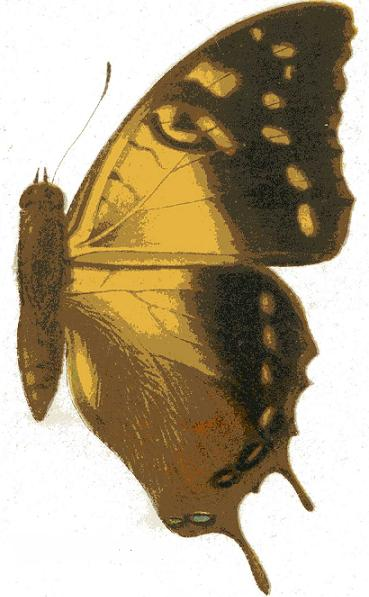
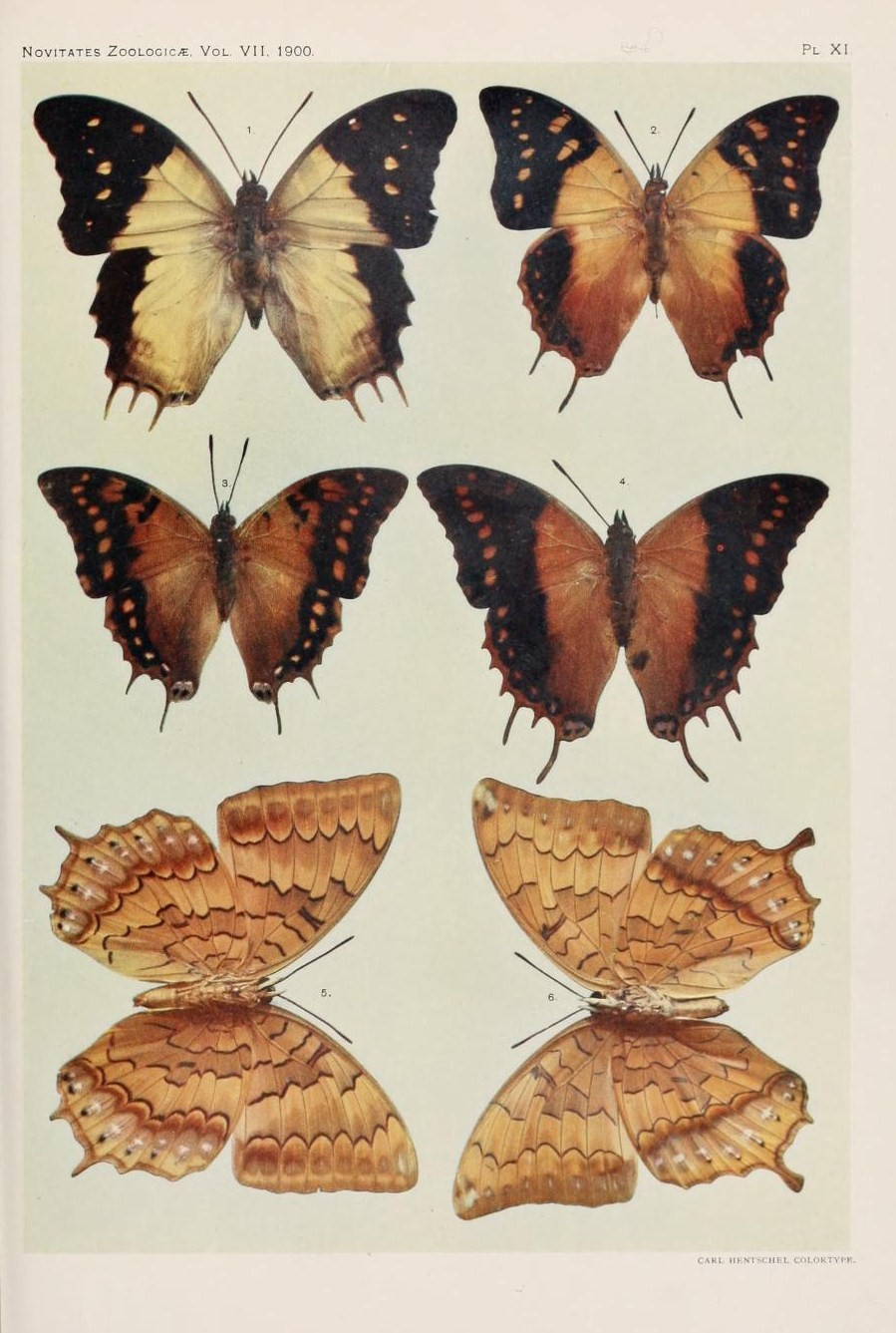